# Театр (архитектурное сооружение)

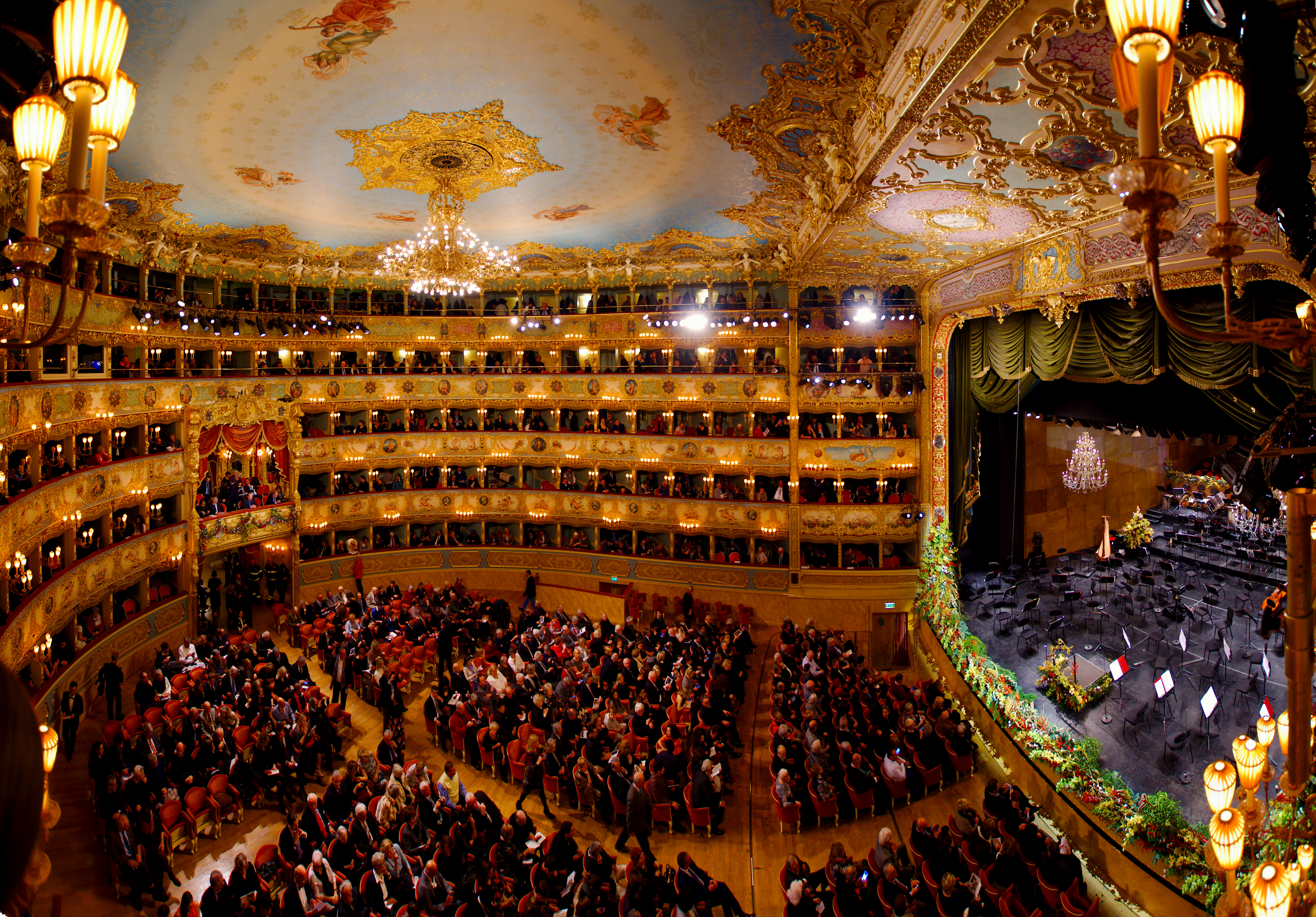
Панорама интерьера театра Ла Фениче, 2015 год

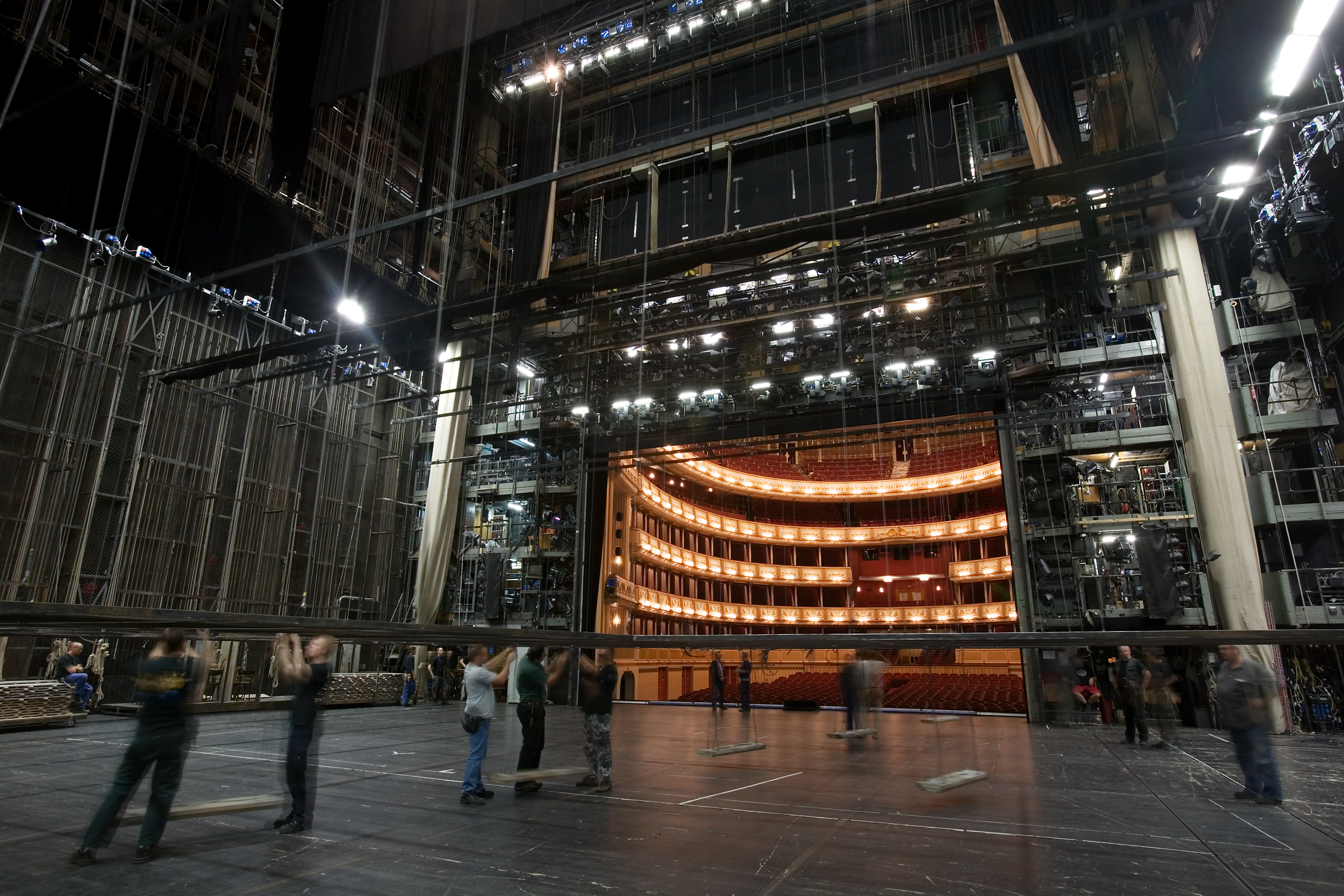
Закулисное пространство Венской государственной оперы

Теа́тр (греч. θέατρον — место для зрелищ) — архитектурное сооружение, предназначенное для проведения театрализованных действий, музыкальных концертов или иных видов представлений. Пространство в театре обычно организовано так, чтобы разграничить выступающих и зрителей. В этом состоит его отличие от, например, уличных театров, представления которых могут проводиться на никак не оборудованной и не имеющей точных границ площадке под открытым небом.
Количество разновидностей театров ограничивается только видами представлений. Причём здание театра может строиться для определённого вида представлений или как общее пространство для разных. Кроме того, театр может разместиться в переоборудованных для него помещениях, изначально построенных для других целей. Структура театра может варьироваться от амфитеатра до роскошно обустроенного сооружения, похожего на собор, и до простых неукрашенных комнат и «чёрных ящиков», используемых для представления экспериментальных театров. В некоторых театрах нет фиксированной сцены, благодаря чему у режиссёра и дизайнеров появляется возможность создавать площадку подходящую для определённого представления.

## Устройство

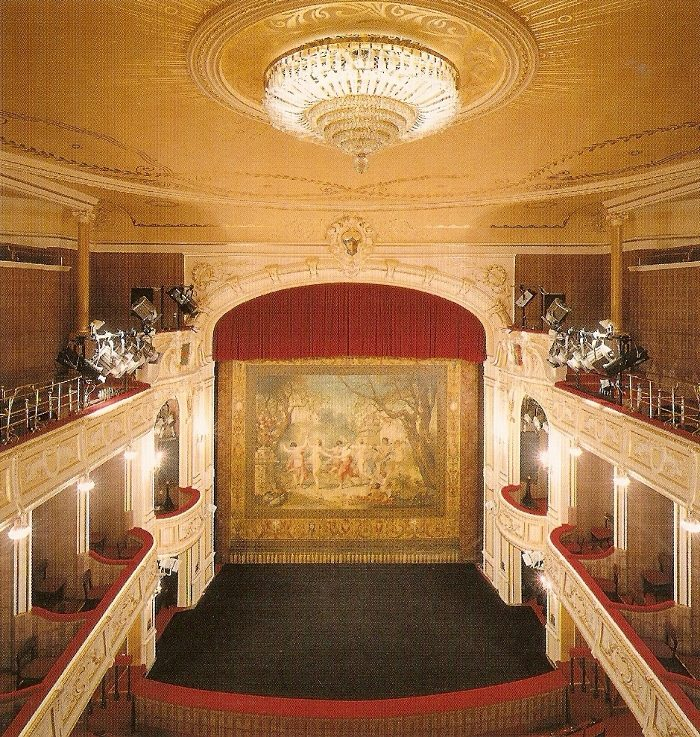
Сцена, занавес и зрительный зал театра в Бельско-Бяла

Основные элементы театра — сцена, занавес и зрительный зал.
В зависимости от типов представлений, проходящих в театре, могут появляться такие элементы как хоры, оркестровая яма, кулисы, рампа.
В общем случае здание театра должно обеспечивать хорошую видимость и слышимость происходящего на сцене для всех зрительских мест.
Сценическая площадка:
- Сцена — место основного театрального действия
- Авансцена — передняя часть сцены-коробки. Занимает пространство, равное по ширине портальной арке, от красной линии сцены до рампы
- Арьерсцена — специальное пространство позади основной сценической площадки, которое является её продолжением, создавая у зрителя иллюзию большой глубины и выполняя функцию резерва для размещения театральных декораций.

Места для зрителей:
- Бельэтаж — второй этаж сразу после бенуара, расположенный ниже нумерованных ярусов и амфитеатра.[1] Это первый этаж с балконами, последующие этажи с балконами начинают нумерацию с единицы — первый ярус, второй ярус.
- Бенуар — часть зрительного зала в театре, ложи по обеим сторонам партера на уровне сцены или несколько ниже.
- Галёрка (устар. раёк) — верхний ярус зрительного зала театра, где расположены самые дешёвые места. Из-за дешевизны достаточно популярна у небогатых слоёв населения (преимущественно студентов). Зачастую располагается на периферии и на достаточно невыгодном расстоянии от сцены.
- Ложа — группа мест, отделённая от соседних боковыми перегородками или барьерами
- Партер — нижний этаж зрительного зала с местами для публики в пространстве от сцены или от оркестра до противоположной стены или до амфитеатра[2].

## История

### Греческие театральные сооружения

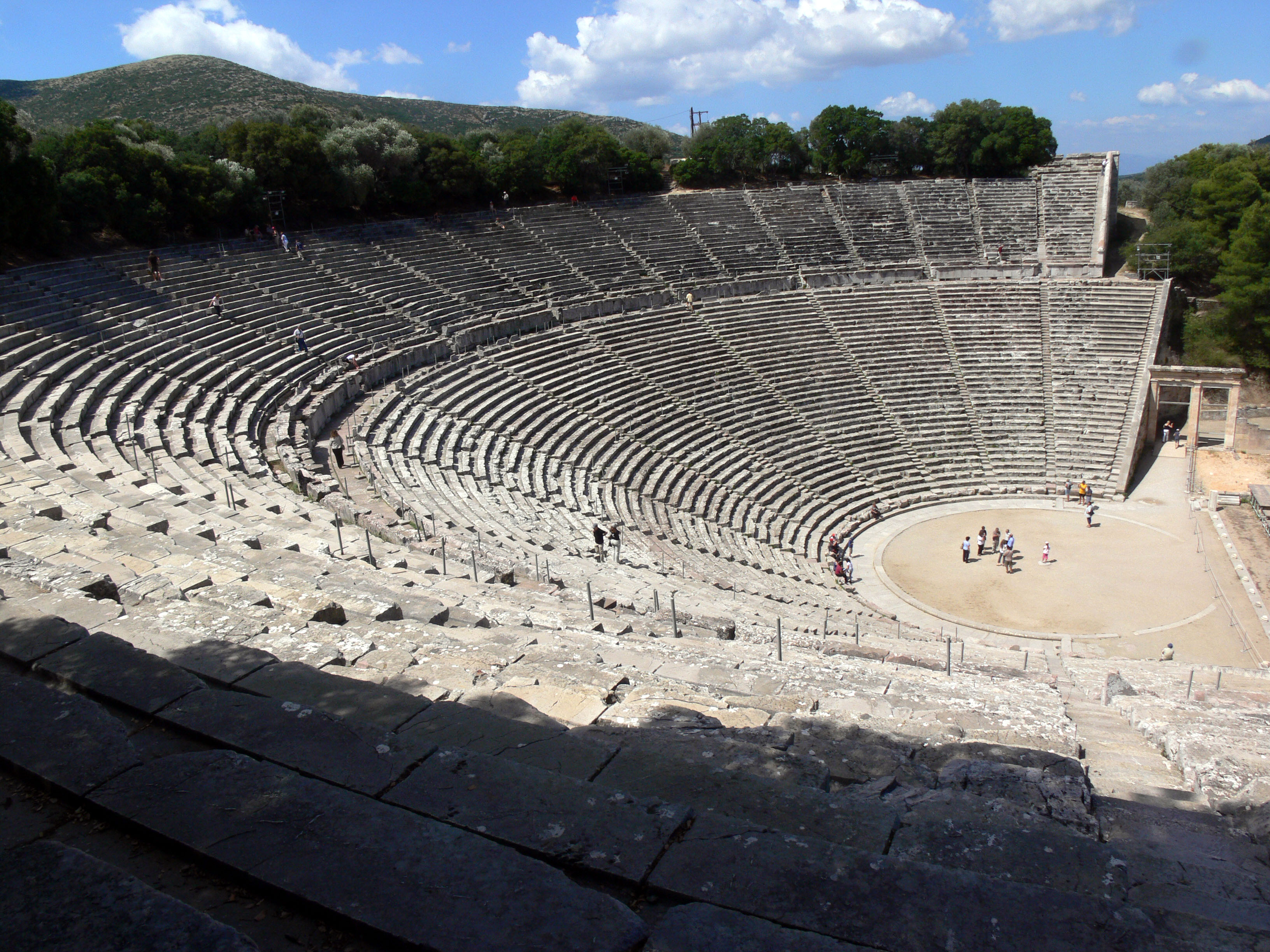
Античный театр в Эпидавре

Театр как архитектурное сооружение всегда приспосабливался к культуре и времени, в котором строился. Он возник как отклик на нужды театрального искусства — требовалось удобно разместить большое количество зрителей, с появления которых и начинается история театра как зрелищного искусства. Как особый тип строений театры появляются в Древней Греции. Сначала площадки для представлений обустраивались под открытым небом у подножия холмов без возведения специальных сооружений, использовались исключительно особенности рельефа. Внизу холма располагалась круглая площадка — орхестра, а на склонах размещались зрители — театрон (греч. θέατρον). Такая особенность расположения зрительских мест, сохранившаяся в большинстве современных театров, позволяла каждому видеть происходящее действие. Позднее отдельные части театрального здания стали делать из дерева, периодически меняя то, что приходило в негодность.
Деревянные конструкции со временем стали заменять более долговечными каменными. Они представляли собой открытые сооружения с возвышением в центре (сценой) и рядами мест для зрителей, которые были расположены секторами так, что каждый следующий ряд находился немного выше предыдущего. Среди самых древних из сохранившихся греческих каменных амфитеатров — театр в Торико (Лаврион) и театр Диониса.
Для проведения певческих и музыкальных состязаний, поэтических конкурсов и т. д. в Древней Греции и Древнем Риме строились специальные здания, которые назывались одеонами. Впоследствии использовалось для различных общественных целей.

### Древнеримские театры

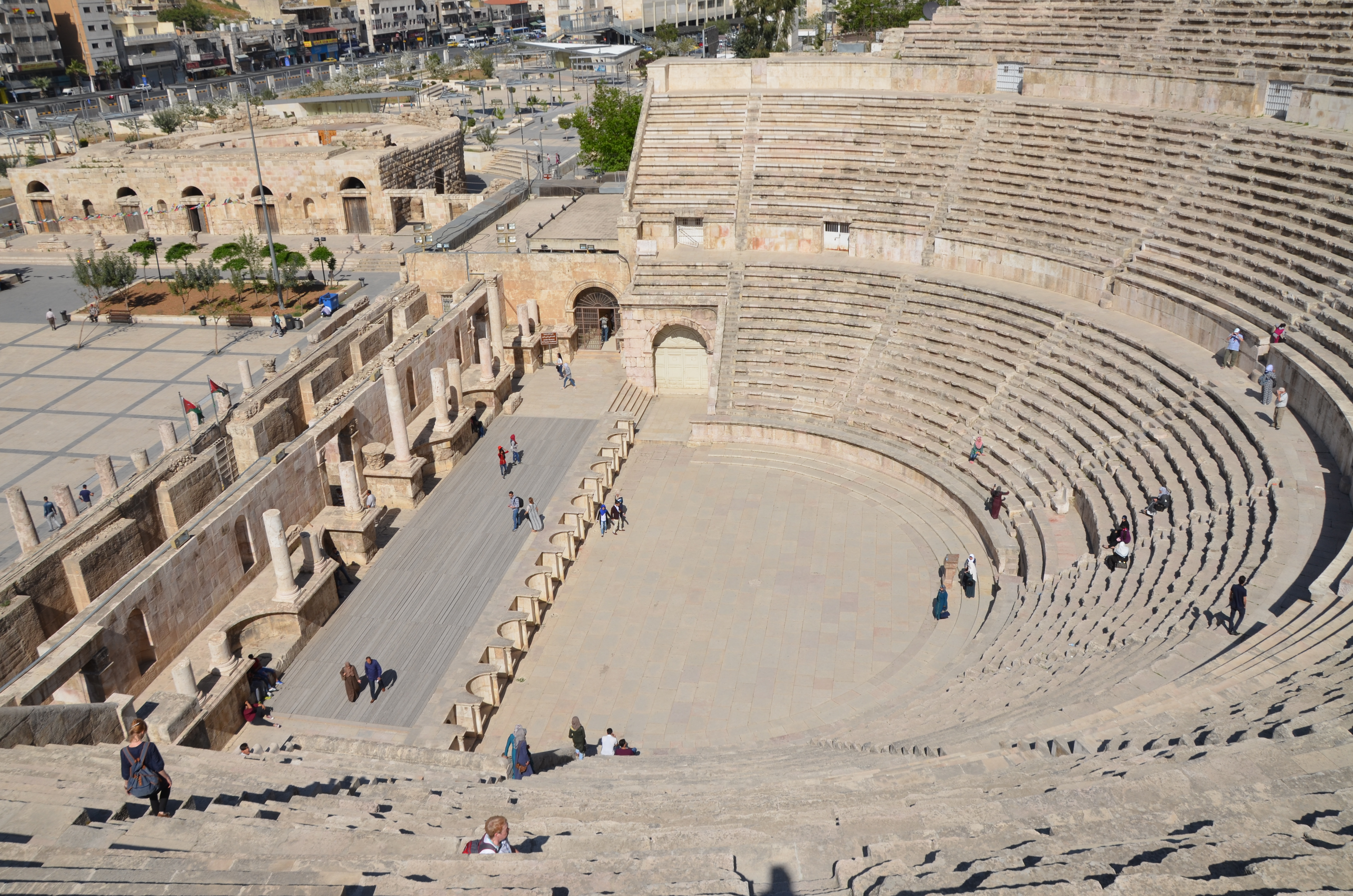
Римский театр (Амман) в Аммане

Римляне заимствовали методы строительства у древних греков, однако их меньше беспокоило место возведения построек. Они были готовы возводить стены и террасы вместо того, чтобы искать в окружающем ландшафте подходящее для устройства театра место. Аудиториум (греч. Auditorium, буквально «место, где слушают») стал местом сбора людей. Он иногда возводился на холмах или склонах, где было проще воссоздать ряды сидений в греческих традициях. Иногда возводились деревянные театры специально приуроченные к празднествам и уничтожались с их завершением.
Первоначально сооружались временные подмостки из дерева. На помост вели три лесенки, по которым поднимались на сцену персонажи. Вместо фона имелась задняя стена с занавеской. Для зрителей перед сценой были расставлены скамьи.
Первый постоянный театр был сооружен из камня около 55 года до нашей эры по инициативе полководца — Гнея Помпея Великого. Вместимость здания составляла 17 тысяч зрителей. К концу I в. до нашей эры, количество театров в Риме возросло до трёх, последние два из которых вмещали около 45 тысяч зрителей.
Особенностью древнеримского театрального здания являлось то, что здесь орхестра представляла собой полукруг. Ввиду отсутствия хора в римских пьесах, на орхестре рассаживались зрители, которые являлись представителями знати. К окаймленному портиком театру примыкала курия — зал заседаний сената Рима. Здание было трёхэтажным, с особым куполом — веларий для защиты от дождя и зноя. Амфитеатр поддерживался фундаментом со сводами. Выступление актёров происходило на так называемом просцениуме, особой площадке.

## Галерея

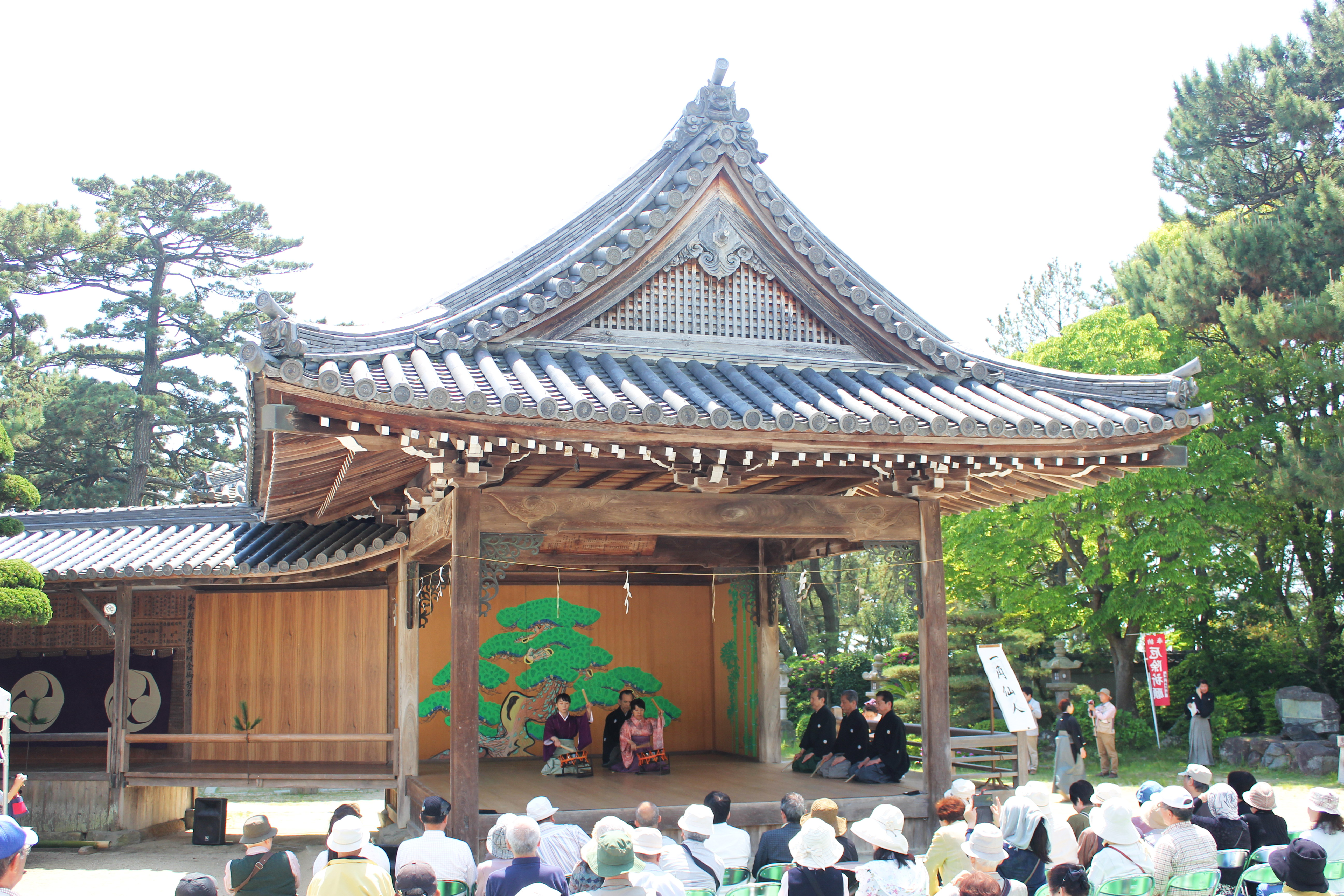
Японский театр но
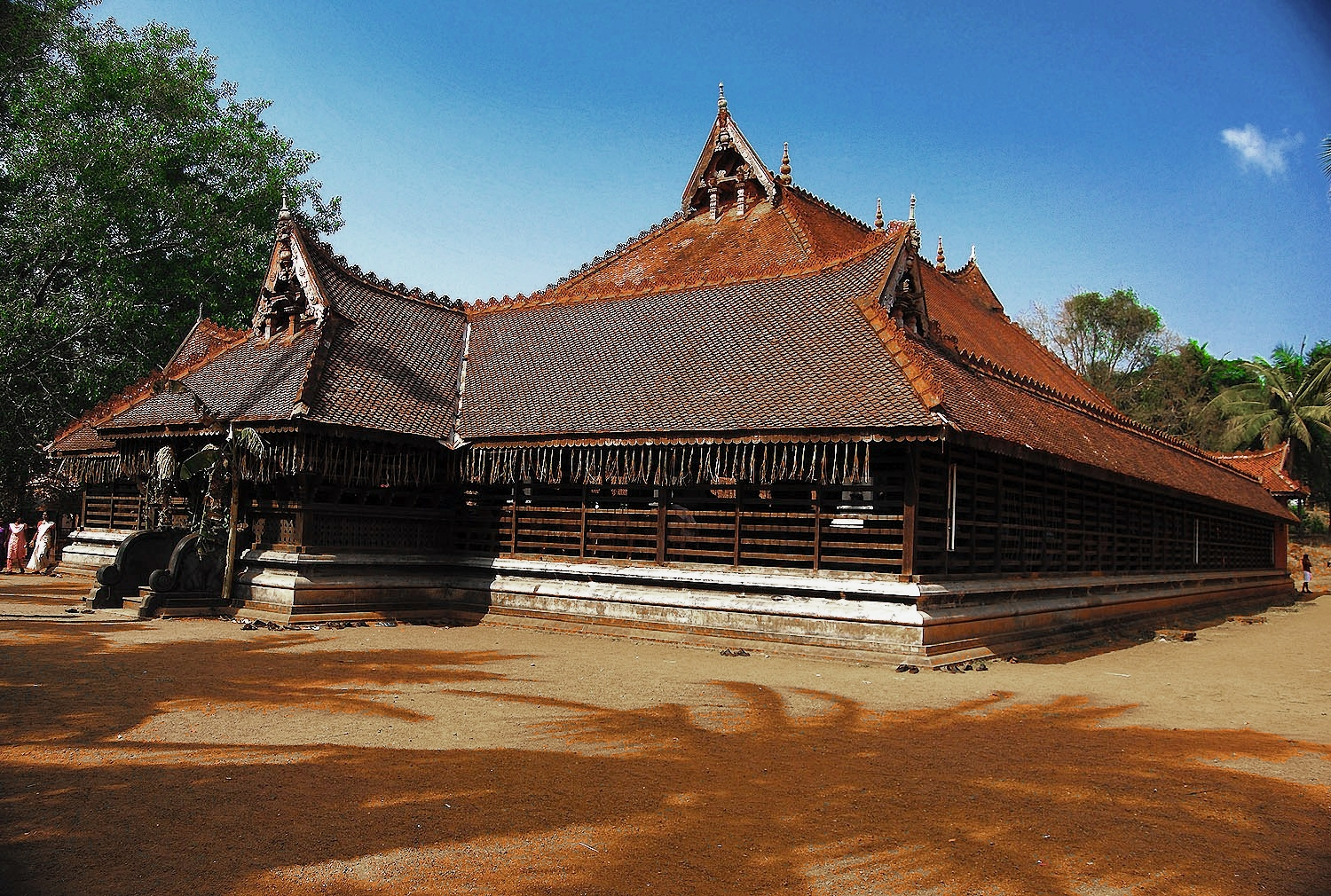
Здание индийского театра
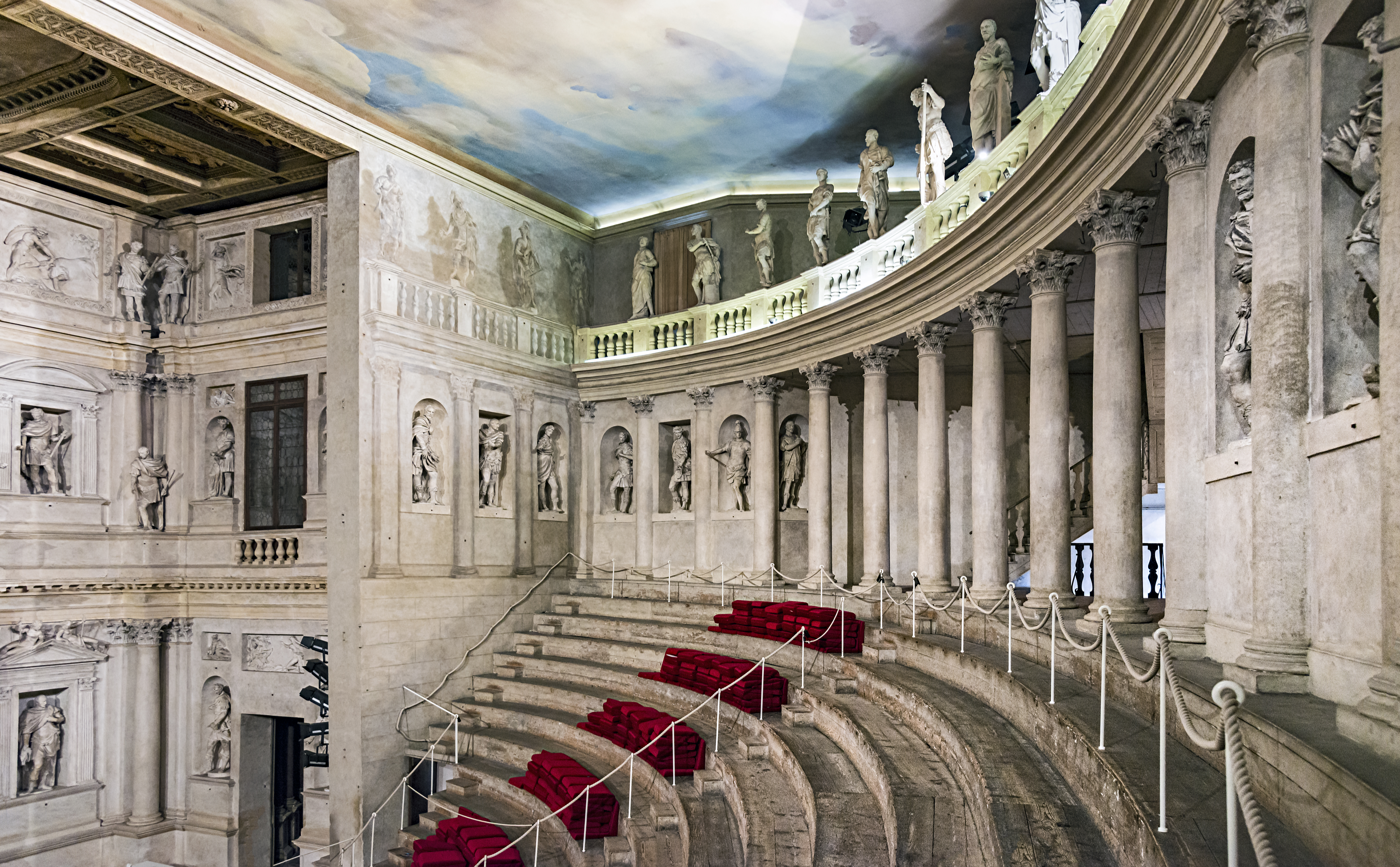
Олимпико, первый крытый театр в Европе
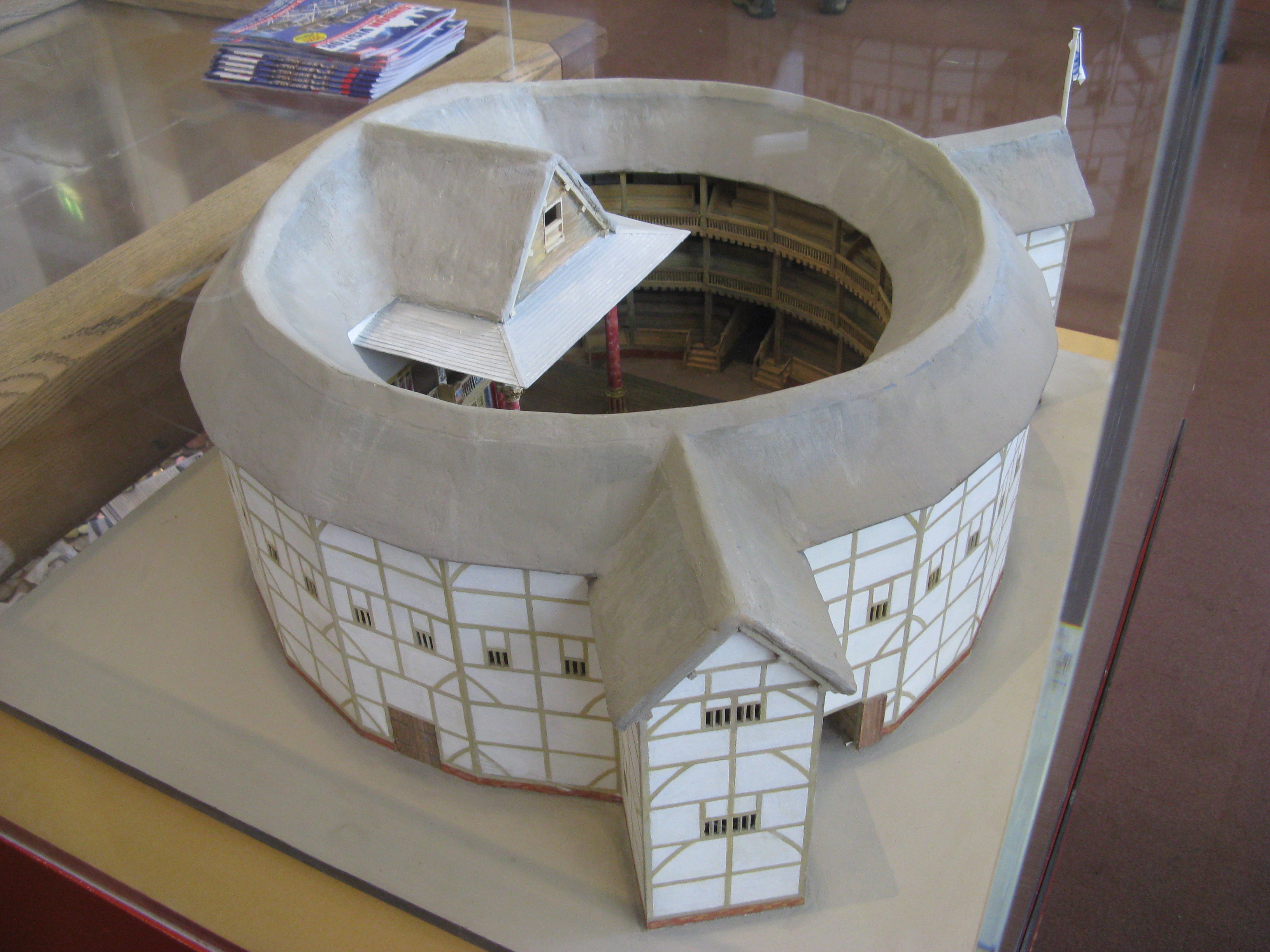
Модель Шекспировского театра Глобус в Лондоне
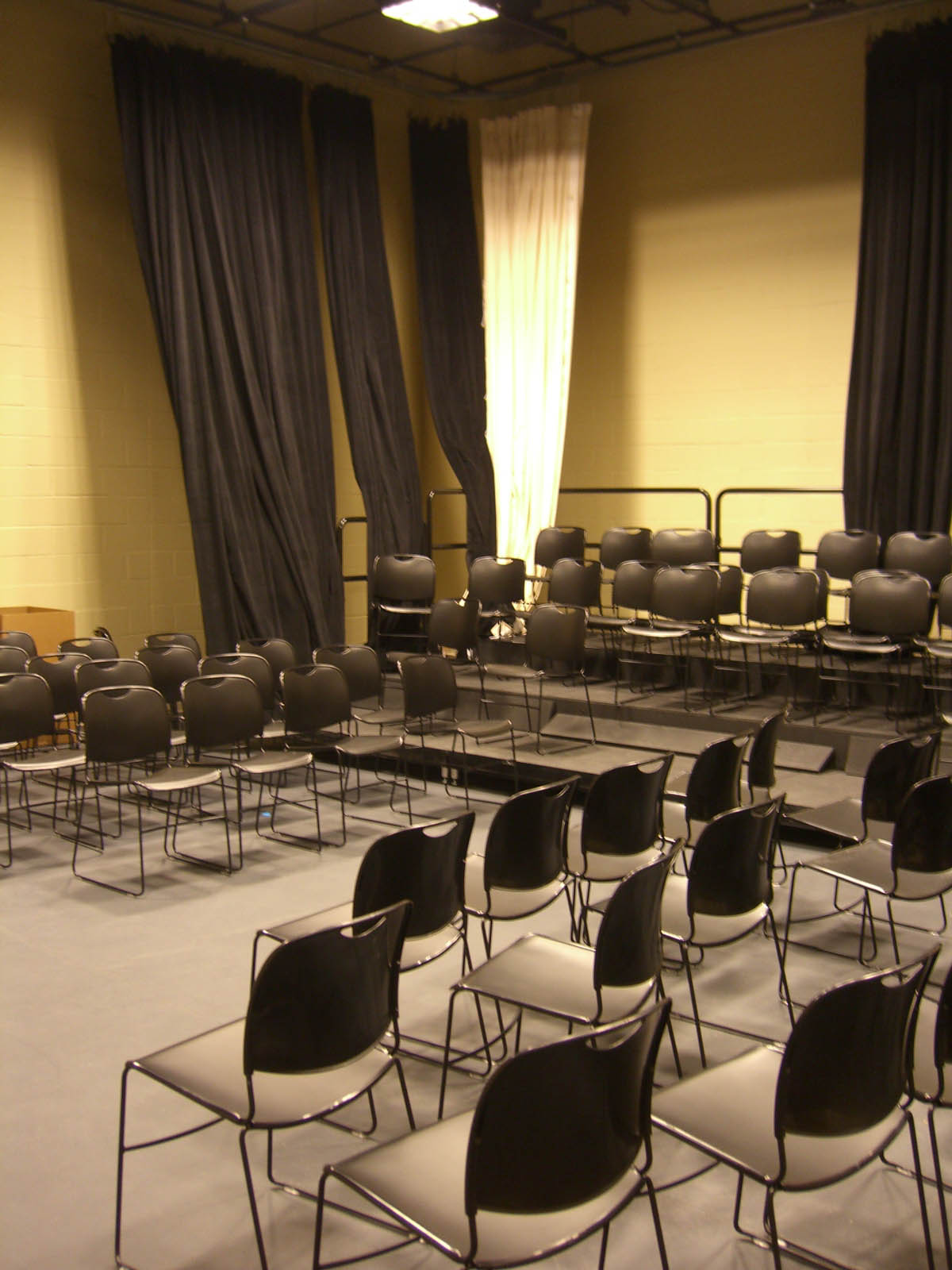
Помещение экспериментального театра